# Parashorea densiflora
Parashorea densiflora (tiếng Anh thường gọi là White Seraya) là một loài thực vật thuộc họ Dipterocarpaceae. Đây là loài đặc hữu của Malaysia.